# Ardennita-(V)
La ardennita-(V) és un mineral de la classe dels silicats que pertany al grup de l'ardennita. Rep el seu nom en al·lusió a la seva relació amb l'ardennita-(As) i el domini de VO₄ sobre AsO₄ en la seva composició.

## Característiques
L'ardennita-(V) és un silicat de fórmula química Mn₄2+Al₄(AlMg)(VO₄)(SiO₄)₂(Si₃O10)(OH)₆. Cristal·litza en el sistema ortoròmbic en forma de cristalls aciculars, tabulars, allargats en [010] i de fins a 1 mil·límetre. També es troba en agregats paral·lels. Va ser aprovada com a espècie l'any 2005 per l'Associació Mineralògica Internacional.
Segons la classificació de Nickel-Strunz, l'ardennita-(V) pertany a «09.BJ: Estructures de sorosilicats amb anions Si₃O10, Si₄O11, etc.; cations en coordinació octaèdrica [6] i major coordinació» juntament amb els següents minerals: orientita, rosenhahnita, trabzonita, thalenita-(Y), fluorthalenita-(Y), tiragal·loïta, medaïta, ruizita, ardennita-(As), kilchoanita, kornerupina, prismatina, zunyita, hubeïta i cassagnaïta.

## Formació i jaciments
Es troba en filons de quars en esquists de mica que contenen piemontita. Sol trobar-se associada a altres minerals com: quars, piemontita, moscovita i hematites. La seva localitat tipus es troba a Sparone, a la vall d'Orco (província de Torino, Piemont, Itàlia). També se n'ha pogut trobar aquesta espècie a Àustria, Bèlgica, Grècia i Japó.